# Иван Малеев
Иван Малеев Лулчев е български лекар, музикален критик, планинар и алпинист, извършил първото българско доказано изкачване на Монблан.

## Биография
Роден е на 5 юни 1881 година в Пловдив. Син е на Малей Лулчев от Копривщица, преподавател в българското училище в Цариград, а по-късно и в Пловдив, владеещ 10 езика. Майката на Иван умира рано.
След като завършва с отличие гимназия, Иван Малеев е изпратен от баща си да следва във Франция. Една година учи литература в Париж. След това заедно със сестра си Панка отиват в Лион, където той започва да следва медицина, а тя – естествени науки. Увлечени по планинарството, те обхождат планините около Лион и се насочват към района на Шамони. Целта им е изкачване на Монблан. В течение на две години тренират по Бреван (2525 m), Бюет (3096 m), Флориа (3111 m), Такюл (3438 m), а през септември 1901 и 1902 г. правят опити по склоновете на Монблан.
През лятото на 1903 г. той отново е в Шамони, този път без сестра си, която внезапно заболява и се прибира в България. С партньора си Бурже тренират усилено през целия месец юли, който се случва много дъждовен: газят в дълбокия сняг, копаят стъпки в леда, „упражнявахме очите си и на алпийските бездни и стръмнини“. Заради показаните умения от Сдружението на гидовете им разрешават при изкачването да ползват само един гид, без задължителния помощник-гид. С избрания от тях Алфред Балма на 1 август те поемат към върха и достигат заслона Гран Мюле (3061 m). Следващия ден използват за аклиматизация и отработване на ледената техника, а в 1 часа през нощта поемат към върха. В следобедните часове на 3 август 1903 г. те са на връхната точка на Монблан. „Монблан! О да, на неговия връх съм и щастлив съм!... За таз наслада що изпитах Алфреду тъй съм благодарен!“ – пише Иван Малеев в книгата си „Възкачването ми на Монблан“ (1908). Написва я под формата на писма до рано починалата си сестра Панка и това е първата българска пътеписна книга за алпинизма.
След като завършва медицина, Иван Малеев специализира педиатрия в „Шарите“, Берлин. Завръща се в България и е назначен за училищен лекар на столичната община, където работи 32 години, до пенсионирането си.
Участва в Първата световна война като запасен санитарен капитан, дружинен лекар, началник на отделение. За бойни отличия и заслуги във войната е награден с ордени „За военна заслуга“, V степен и „За храброст“, IV степен.
Иван Малеев е един от първите български лекари, работещи в областта на епилепсията. Написва няколко медицински книги, спечелили признанието на колегите му: „Домашен лекар“, „Медицински енциклопедичен речник“, „Здраве и семейство“ (в 2 части). Дългогодишен редактор е на списание „Здраве и живот“.
Считан е за един от първите български музикални критици. Основател е на софийския „Клуб на музикалното общество“.
Негов син е инж. Петър Малеев.
Умира на 24 март 1964 г.